# 藤原兼綱
藤原 兼綱（ふじわら の かねつな）は、平安時代中期の貴族・歌人。藤原北家、関白右大臣・藤原道兼の三男。官位は正四位下・紀伊守。

## 経歴
関白右大臣として執政の座にあった藤原道兼の三男として誕生するが、長徳元年（995年）に道兼が没した後、伯父・藤原道綱の養子となった。
長保3年（1001年）に元服し、即日叙爵。兵衛佐・左近衛少将・侍従などを歴任する。この間の寛弘2年（1005年）正月の踏歌節会に際して、源朝任・藤原兼貞・藤原忠経・藤原経通・藤原資平と共に蔵人に暴行を加えて、節会で踏歌を行う女性らが使用するはずだった簪や櫛を取り上げてしまう事件を起こし、他の5名と共に謹慎処分を受けている。
長和3年（1014年）三条天皇の蔵人頭に任ぜられる。位階も正四位下まで昇り、長和5年（1016年）正月には右近衛中将を辞任した兄・兼隆に替わって左近衛中将に任ぜられるなど公卿の座を目前にするが、間もなく三条天皇は後一条天皇に譲位してしまい、兼綱は蔵人頭を止められた。蔵人頭を止められたことに関して、かつて父・道兼が花山天皇を騙して退位させ（寛和の変）、兄・兼隆が敦明親王を騙して皇太子を辞退させたため、この一族を天皇や皇太子の身辺に近づけてはならない、との風評が立ってきたことが理由であったという。
三条朝で同じく蔵人頭兼左近衛中将であった藤原資平が引き続き新帝の蔵人頭に任ぜられ、翌寛仁元年（1017年）に参議に任ぜられて公卿に列したのとは対照的に、兼綱は10年以上の長きに亘って左近衛中将に止まり、結局公卿昇進を果たせなかった。その後、長元2年（1029年）越前守に任ぜられて、地方官に転じる。
天喜6年（1058年）7月29日紀伊守在任中に、任国で卒去。享年71。
勅撰歌人として、『後拾遺和歌集』に和歌作品が1首採録されている。

## 逸話
賀茂祭に向けて、車体に的の模様を彩色し、左右の物見窓の横の縁を弓の形に縦の縁を矢の形にした奇抜な趣向の牛車を兼綱が新調する。この牛車はよい意匠と評され、和泉式部が賞賛して和歌を詠むほどであった。しかし、世の人から「あの牛車は、賀茂明神の神罰を受けて矢傷を負ったのだ」と難癖を付けられてしまい、せっかくの趣向が台無しになって、結局この牛車には乗らずじまいとなってしまったという。

## 官歴
- 長保3年（1001年） 3月27日：元服、叙爵（従五位下）[5]
- 長保4年（1002年） 4月17日：見兵衛佐[6]
- 長保5年（1003年） 11月8日：見左近衛少将[7]
- 寛弘6年（1009年） 正月10日：還昇[8]。4月5日：侍従[8]
- 長和2年（1013年） 11月12日：禁色[9]
- 時期不詳：従四位上。民部権大輔[10]
- 長和3年（1014年） 5月16日：蔵人頭（三条天皇）[10]
- 長和4年（1015年） 4月7日：見皇太后宮亮（皇太后・藤原彰子）[11]
- 時期不詳：正四位下
- 長和5年（1016年） 正月12日：左近衛中将（兼隆辞右中将申任之）[12]、去侍従。正月29日：去蔵人頭（譲位）
- 寛仁2年（1018年） 正月7日：兼太皇太后宮亮（太皇太后・藤原彰子）
- 長元2年（1029年） 3月11日：越前守、止左近衛中将か[13]
- 時期不詳：紀伊守
- 天喜6年（1058年） 7月29日：卒去（紀伊守正四位下）[14]

## 系譜
『尊卑分脈』による。
- 父：藤原道兼
- 母：藤原遠量または藤原国光の娘
- 妻：藤原能通の娘
  - 男子：藤原隆綱（?-1047）
  - 女子：藤原経季室[15]
- 妻：源国挙の娘
  - 男子：藤原祐康
- 妻：源道成の娘
  - 男子：房円
- 妾：藤原広業の娘
  - 男子：頼覚